# Rivière Gander
Pour les articles homonymes, voir Gander (cours d'eau).
La rivière Gander (Gander river) est une rivière de l'est de l'île de Terre-Neuve (Canada). Longue de 177 km, elle prend sa source à Partridgeberry Hill, au sud de Grand Falls-Windsor. Elle coule en direction du nord-est jusqu'au lac de Gander puis de la baie de Gander où elle se jette dans l'océan Atlantique.

## Source
- (en) Cet article est partiellement ou en totalité issu de l’article de Wikipédia en anglais intitulé « Gander River » (voir la liste des auteurs).